# (18405) 1993 FY12
1993 FY12 è un asteroide della fascia principale esterna. Scoperto nel 1993, presenta un'orbita caratterizzata da un semiasse maggiore pari a 2,849222 UA e da un'eccentricità di 0,073663, inclinata di 9,464889ª rispetto all'eclittica.
È il principale asteroide della famiglia 1993 FY12.